# Västerslätt

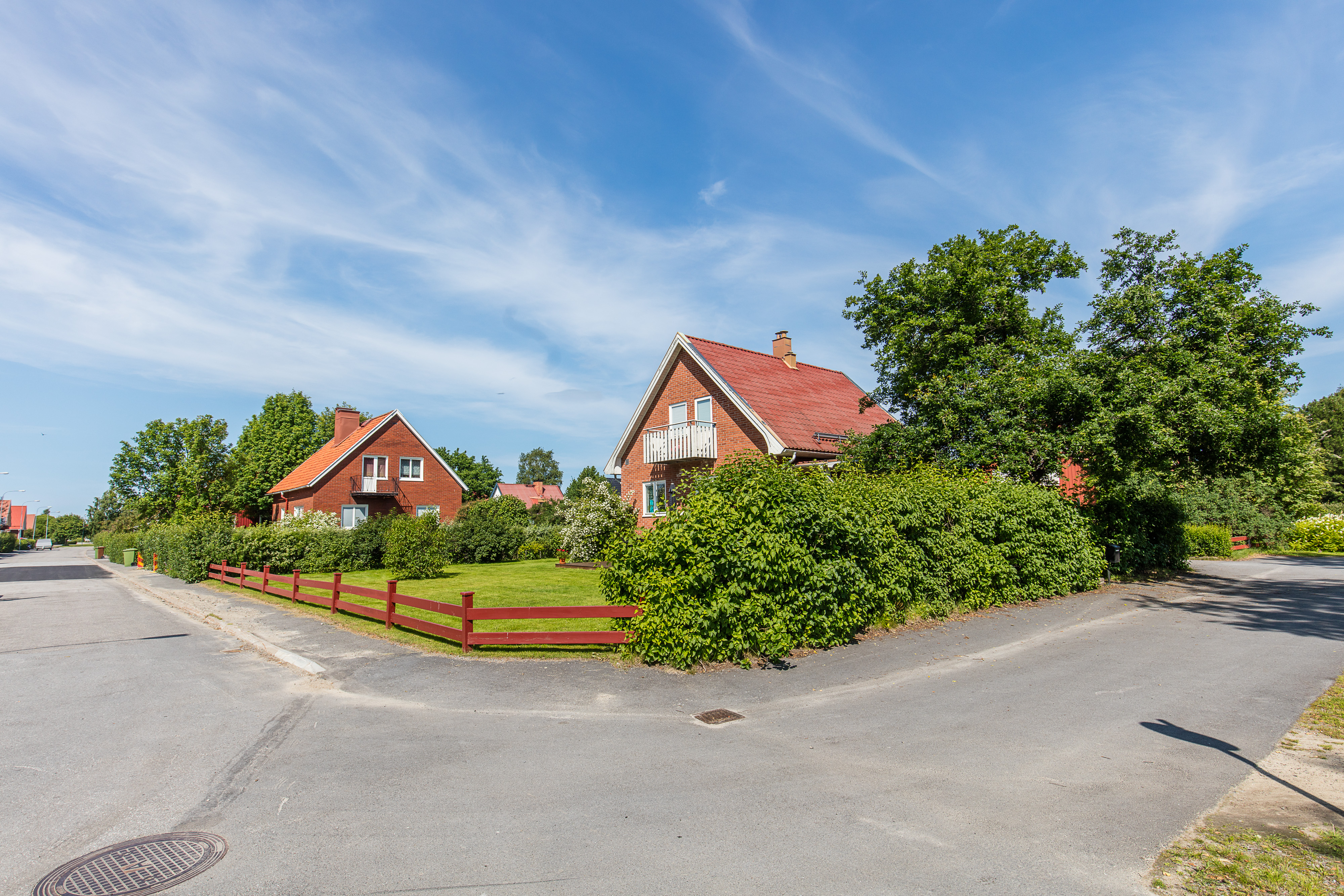
Småhus på Västerslätt.

Västerslätt är ett bostads- och industriområde i västra Umeå. 
Bostadsområdet, som började byggas 1955, består av ett villaområde, som i sydväst avgränsas mot stadsdelen Rödäng av Tvärån, och ett mindre antal flerfamiljshus strax norr om Vännäsvägen (länsväg 507, tidigare E12).
Norr om Västerlätts industriområde, som sträcker sig flera kilometer längs länsväg 363 (Hissjövägen), ligger Umeå godsbangård, vilken år 2010 utlokaliserades ifrån centralstationen i centrala Umeå.
I Västerslätts centrum finns dagligvaruhandel, café, bankkontor, frisersalong samt Västerslättskyrkan S:t Staffan.

## Kommunikationer
Bostadsområdets stadsdelscentrum trafikeras av kollektivtrafik genom lokaltrafikens linje 7 8ch 81, som sträcker sig från Rödäng till Vasaplan i centrala Umeå och vidare mot Berghem och Mariehem. Fram till 2021 trafikerades även industriområdets inre delar med kollektivtrafik genom ULTRAs linje 78 samt begränsad regiontrafik längs Timotejvägen.
Innan 2010 gick järnvägslinjen Vännäs-Umeå-Holmsund genom området i gatuspår som låg mellan Spårvägen och Industrivägen. Nämnvärt här är att huvudlinjen skilde sig från Västerslätts industrispår vid Bomvägen och sedan aldrig återanslöts till detta även om man kan tro det eftersom säckspåret vid Fläktvägen/Spårvägen ligger mycket nära den före detta mötesstationen Grisbacka. I april 2020 påbörjades upprivning av industriområdets spåranläggning, därefter sker alla transporter via omlastning vid Umeå godsbangård. Även spåret till tidningstryckeriet Daily Print revs upp.